# 6628 Dondelia
A 6628 Dondelia (ideiglenes jelöléssel 1981 WA1) a Naprendszer kisbolygóövében található aszteroida. Edward L. G. Bowell fedezte fel 1981. november 24-én.